# Matteo Adinolfi
Matteo Adinolfi (* 24. Dezember 1963 in Latina) ist ein italienischer Politiker (Lega) und seit 2019 Mitglied des Europäischen Parlaments.

## Leben
Adinolfi studierte an der Universität La Sapienza und erhielt dort 1988 einen Abschluss in Wirtschaftswissenschaft. 1992 erfolgte seine Aufnahme in den Verband der Steuerberater der Provinz Latina. Von 1993 bis zu seiner Wahl in das Europäische Parlament im Mai 2019 arbeitete er als Steuerberater. Ab 1995 war er zusätzlich als Wirtschaftsprüfer tätig, etwa von 1995 bis 2001 für die Stadt Sonnino, von 2001 bis 2011 für das Konsortium für industrielle Entwicklung Rom & Latina ASI und von 2005 bis 2014 für die lokale Gesundheitsbehörde der Provinz Latina.
Von 2009 bis 2015 war Mitglied im Prüfungsausschuss der Handels-, Industrie-, Handwerks- und Landwirtschaftskammer für die Qualifikation zum Warenbroker.
Seine ersten politischen Erfahrungen sammelte Adinolfi, als er auf der Liste der Alleanza Nazionale in den Stadtrat der Latina gewählt wurde und diesem von 1997 bis 2007 angehörte. Von Juni 2016 bis Juni 2019 gehörte er dem Stadtrat erneut an, diesmal für die Lega. Von Juli 2017 bis Juli 2019 war er Provinzkoordinator der Lega in der Provinz Latina.
Bei den Europawahlen am 26. Mai 2019 wurde er zum Europaabgeordneten gewählt.